# Речные хвостоколы
Речные хвостоколы (лат. Potamotrygonidae) — семейство хрящевых рыб из отряда хвостоколообразных скатов, его представители обитают исключительно в пресных водах Южной Америки.

## Описание

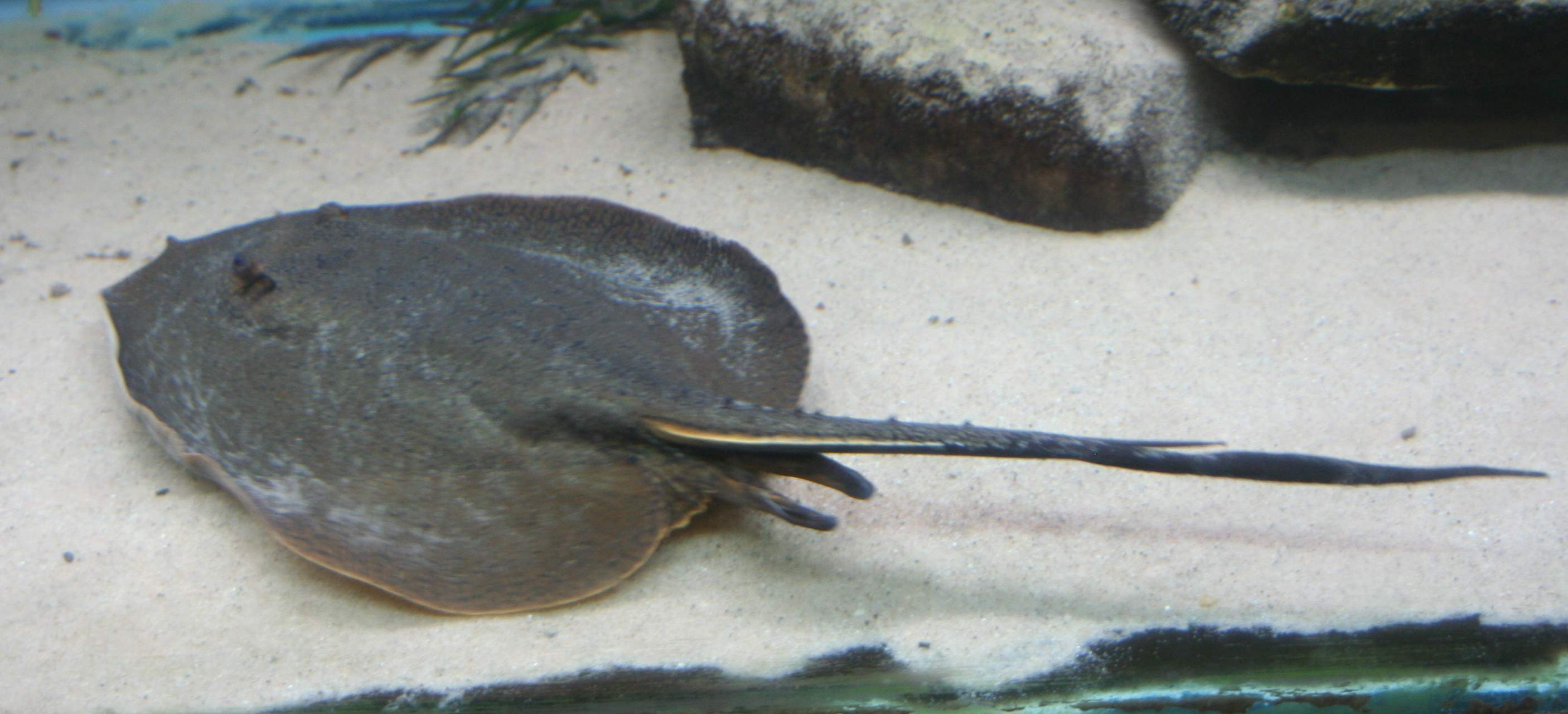
Plesiotrygon iwamae

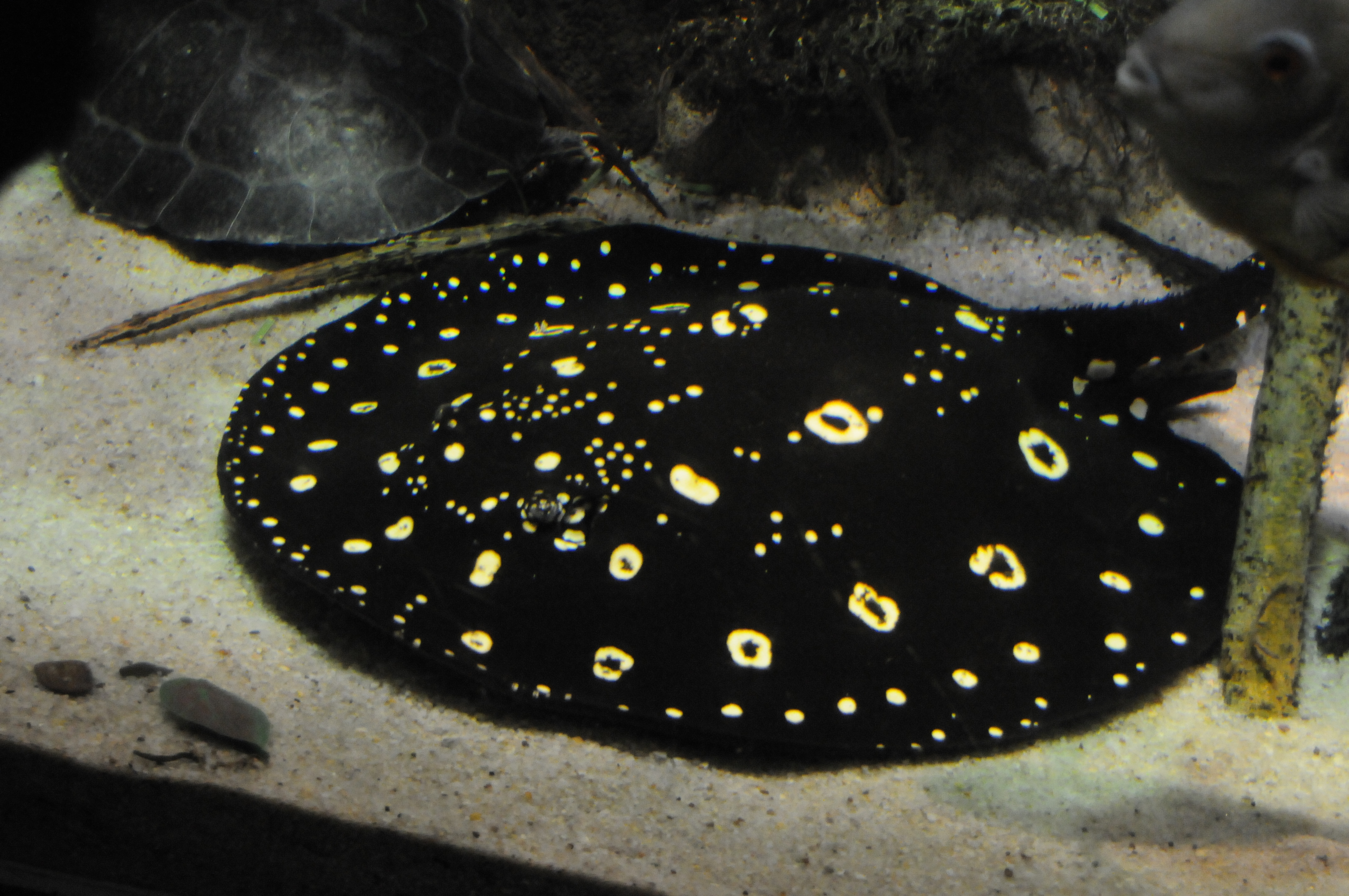
Potamotrygon henlei

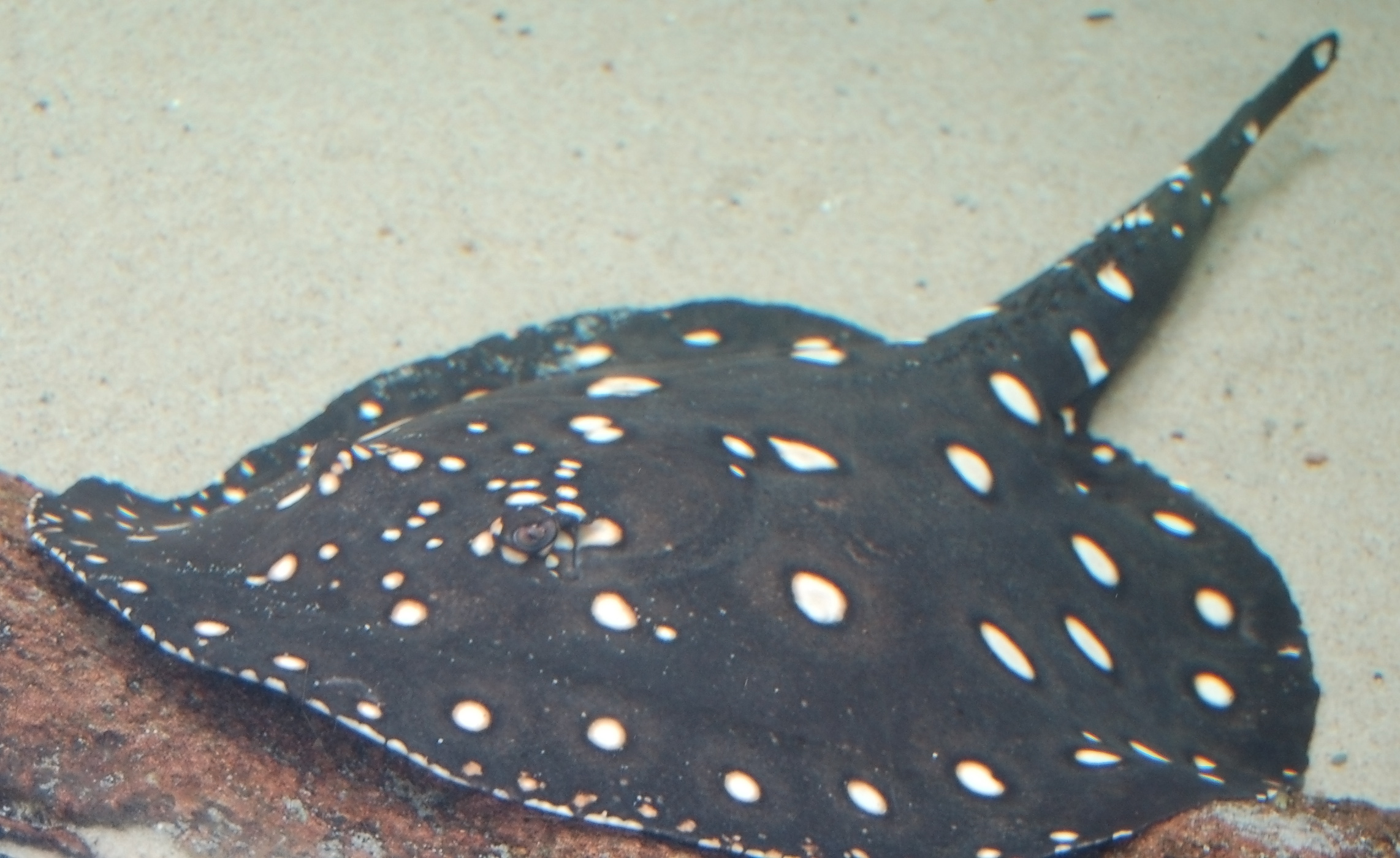
Potamotrygon leopoldi

Речные хвостоколы часто имеют округлую форму тела, тело представителей рода Paratrygon вытянуто больше в длину чем в ширину. У речных хвостоколов отсутствуют спинные плавники и хвостовой плавник. Хвост имеет форму кнута, с ядовитым жалом на конце. Каждые 6—12 месяцев вырастает новое жало. Речные хвостоколы — одни из самых опасных пресноводных рыб в своём ареале, однако, они не агрессивны, если на них не наступить.
Окраска тела чаще коричневого, серого или чёрного цвета с рисунком из цветных крапин, пятен или завитков. Длина тела составляет в зависимости от вида от 25 см (Potamotrygon schuhmacheri) до 1,5 м (Potamotrygon brachyura), ширина диска от 13,5 см (Heliotrygon gomesi) до 95 см (Potamotrygon brachyura). Дорсальная поверхность диска покрыта чешуёй. Большинство видов окрашены в коричневатый или сероватый цвет и покрыты пятнышками или крапинками. Есть несколько видов чёрного цвета с белыми пятнами.

## Распространение
Речные хвостоколы обитают исключительно в тропической зоне Южной Америки. Они живут только в реках, впадающих в Атлантику или в Карибское море, за исключением Сан-Франсиску. Большинство видов живёт только в системе реки, некоторые виды являются эндемиками определённой реки (например, Potamotrygon leopoldi). Немногие виды, такие как Potamotrygon motoro и Potamotrygon orbignyi, имеют область распространения, включающую несколько речных систем.

## Размножение
Речные хвостоколы — это живородящие рыбы (яйцеживородящие). Оплодотворение внутреннее. Чаще на свет рождается от 2-х до 7, реже до 12 мальков.

## Классификация
Название рода происходит от слов др.-греч. ποταμός — «река» и др.-греч. τρίγων — «хвостокол». Семейство насчитывает 4 рода и 28 видов:
- Род Heliotrygon[5]
  - Heliotrygon gomesi Carvalho & Lovejoy, 2011[5]
  - Heliotrygon rosai Carvalho & Lovejoy, 2011
- Род Paratrygon A. H. A. Duméril, 1865 — Речные скаты-паратригоны[6]
  - Paratrygon aiereba Walbaum, 1792 — Речной скат-паратригон
- Род Plesiotrygon Rosa, Castello & Thorson, 1987
  - Plesiotrygon iwamae Rosa, Castello & Thorson, 1987
  - Plesiotrygon nana Carvalho & Ragno, 2011
- Род Potamotrygon Garman, 1877 — Речные хвостоколы
  - Potamotrygon amandae Loboda & Carvalho, 2013
  - Potamotrygon boesemani Rosa, Carvalho & Almeida Wanderley, 2008
  - Potamotrygon brachyura (Günther, 1880) — Короткохвостый речной хвостокол
  - Potamotrygon constellata (Vaillant, 1880
  - Potamotrygon falkneri Castex & Maciel, 1963
  - Potamotrygon henlei (Castelnau, 1855)
  - Potamotrygon humerosa Garman, 1913
  - Potamotrygon hystrix (J. P. Müller & Henle, 1834) — Обыкновенный речной хвостокол
  - Potamotrygon leopoldi Castex & Castello, 1970
  - Potamotrygon limai Fontenelle, J. P. C. B. da Silva & Carvalho, 2014
  - Potamotrygon magdalenae (A. H. A. Duméril, 1865) — Речной хвостокол Магдалены
  - Potamotrygon marinae Deynat, 2006
  - Potamotrygon motoro (J. P. Müller & Henle, 1841) — Глазчатый хвостокол[7]
  - Potamotrygon ocellata (Engelhardt, 1912)
  - Potamotrygon orbignyi (Castelnau, 1855)
  - Potamotrygon pantanensis Loboda & Carvalho, 2013
  - Potamotrygon schroederi Fernández-Yépez, 1958 — Речной хвостокол Шрёдера
  - Potamotrygon schuhmacheri Castex, 1964
  - Potamotrygon scobina Garman, 1913
  - Potamotrygon signata Garman, 1913
  - Potamotrygon tatianae J. P. C. B. da Silva & Carvalho, 2011
  - Potamotrygon tigrina Carvalho, Sabaj Pérez & Lovejoy, 2011
  - Potamotrygon yepezi Castex & Castello, 1970

## В художественной литературе
- Речным скатам-хвостоколам посвящена сказка уругвайского писателя Орасио Кироги «Переправа через Ябебири» из сборника «Анаконда» (1921), в которой они выведены не столько опасными, сколько храбрыми созданиями, спасающими раненого охотника от множества ягуаров.